# Rudi Steinkamp
Rudolf „Rudi“ Steinkamp (* 10. September 1938 in Dorum) ist ein deutscher Basketballfunktionär und ehemaliger -schiedsrichter.

## Laufbahn
Steinkamp war Basketballspieler beim BC Bremerhaven in der seinerzeit zweithöchsten deutschen Liga, 1961 zog er aus beruflichen Gründen nach Hamburg und schloss sich dem TV Lokstedt an. Dort war der zweifache Vater ebenso als Spieler sowie als Trainer und Schiedsrichter tätig. 1974 zog er mit seiner Familie nach Stade und engagierte sich in der Basketballsparte des VfL Stade als Trainer, Manager und Schiedsrichter. Später übernahm er  ebenfalls die Abteilungsleitung. Nachdem es dort zunächst nur Jugendmannschaften gegeben hatte, rief Steinkamp eine Herrenmannschaft ins Leben.
Zwischen 1975 und 1989 leitete er als Schiedsrichter Spiele in der Basketball-Bundesliga, seinen letzten Einsatz hatte er in der Bundesliga-Finalserie zwischen Bayer Leverkusen und Steiner Bayreuth. Steinkamp war über die Bundesliga hinaus in zahlreichen weiteren Ligen und Wettbewerben als Unparteiischer aktiv, darunter bei „Jugend trainiert für Olympia“. Nach seiner aktiven Schiedsrichterzeit wurde er vom Deutschen Basketball Bund ab 1989 bei Bundesligaspielen als Technischer Kommissar eingesetzt und gab seine Erfahrung als Schiedsrichtercoach weiter. In dieser Funktion überwachte er den Gesamtablauf der Partien. Er schied 2009 als Technischer Kommissar aus.
Zudem ist Steinkamp seit Jahrzehnten Leiter und Manager der Stader Herrenmannschaft, deren größter Erfolg der Aufstieg in die 2. Bundesliga ProB im Jahr 2013 war.
1998 wurde Steinkamp vom Basketball-Bezirksfachverband Lüneburg die Goldene Ehrennadel verliehen. 2014 erhielt er bei der Stader Sportlerehrung gemeinsam mit Christian Herbst (Gründer der Basketballabteilung des VfL Stade) den vom Unternehmerzusammenschluss Stade 21 gestifteten Sonderpreis. Im Januar 2025 wurde Steinkamp beim Neujahrsempfang der Hansestadt Stade für sein langjähriges ehrenamtliches Wirken ausgezeichnet.